# Pseudataenius socialis
Pseudataenius socialis är en skalbaggsart som beskrevs av Horn 1871. Pseudataenius socialis ingår i släktet Pseudataenius och familjen Aphodiidae. Inga underarter finns listade i Catalogue of Life.